# Radio 4U
Radio 4U (sprich Radio for you) war das Jugendradio des Sender Freies Berlin von 1990 bis 1992.
Radio 4U ging am 30. April 1990 auf der Berliner Frequenz 98,2 MHz von SFB 4 auf Sendung. Es war die Erweiterung der abendlichen Musikstrecke des S-F-Beat auf SFB 2 zu einem eigenständigen Programm.
Mitte des Jahres 1992 planten ORB und SFB eine gemeinsame Jugendwelle, um Kosten zu reduzieren; dieses gemeinsame Programm sollte aus einer Fusion von Radio 4U und der ORB-Jugendwelle Rockradio B bestehen.
ORB und SFB konnten sich zunächst nicht einigen, von welcher Sendeanstalt dieser neue Jugendsender produziert werden sollte. Dennoch wurde Radio 4U zum 31. Dezember 1992 bereits wieder eingestellt, weil der SFB zum 1. Januar 1993 die Gelder für die bevorstehende Schaffung eines Berlin-Fernsehens (B1) benötigte.
Zum 1. März 1993 ging mit Fritz schließlich doch der geplante Jugendsender von SFB und ORB zunächst aus den ehemaligen Studios des DDR-Rundfunks aus der Nalepastraße in Berlin auf Sendung, bevor man Ende 1993 in das neue Funkhaus in Potsdam-Babelsberg umzog.
Auf Grund der ungewissen Situation des Senders 1992 waren bereits viele Mitarbeiter von Radio 4U zum Rockradio B gewechselt. Diese wurden daraufhin von Fritz übernommen.

## Programm
Bei Radio 4U zog sich die 4 wie ein roter Faden durchs Programm, und die Sendungen wurden in wortspielerischer Weise benannt. Die Sendungen hießen ab 5 Uhr in zeitlicher Abfolge Vier zu früh (5–8 Uhr), Vier in Berlin, Vier nach elf, Kaminsky 4 und 4 frontal. Um 19 Uhr begann mit The Big Beat das Abendprogramm.